# Blu Hunt
Blu Hunt (Sacramento, California; 11 de julio de 1995) es una actriz estadounidense de cine y televisión, reconocida por su papel como Inadu en la serie de temática sobrenatural The Originals (2017) y como August Catawnee en la serie de ciencia ficción de Netflix Another Life (2019–presente). Hunt hizo su debut cinematográfico al interpretar a la mutante Danielle Moonstar en la película The New Mutants (2020), parte de la serie fílmica de X-Men.

## Filmografía

### Cine
| Año  | Título          | Papel                      | Notas             |
| ---- | --------------- | -------------------------- | ----------------- |
| 2015 | One Block Away  | Erica                      | Cortometraje      |
| 2020 | The New Mutants | Danielle Moonstar / Mirage |                   |
| 2024 | The Dead Thing  | Alex                       |                   |
| 2025 | Replay          | Viv Marie                  | También escritora |
| 2025 | Lockjaw         | Rayna                      |                   |

### Televisión
| Año       | Título              | Papel                       | Notas                                                             |
| --------- | ------------------- | --------------------------- | ----------------------------------------------------------------- |
| 2016      | Girl on Girl        | Blu                         | Episodio: "Assumptions"                                           |
| 2016      | This Is It          | Layla                       | Piloto                                                            |
| 2017      | The Originals       | The Hollow / Inadu Labonair | Papel recurrente (temporada 4)                                    |
| 2019–2021 | Another Life        | August Catawnee             | Reparto principal (temporada 1), aparición especial (temporada 2) |
| 2019      | Stumptown           | Nina Blackbird              | Episodios: "Forget It Dex, It's Stumptown."                       |
| 2023      | Grown-ish           | Grace                       | 3 episodios                                                       |
| 2023      | Lawmen: Bass Reeves | Calista                     | 2 episodios                                                       |
| 2025      | Sherlock & Daughter | Amelia Rojas                | Reparto principal                                                 |